# Jilešovice (przystanek kolejowy)
Jilešovice – przystanek kolejowy w Jilešovicach (okres Opawa), w kraju morawsko-śląskim, w Czechach przy ulicy K Nádraží 98. Znajduje się na wysokości 225 m n.p.m. i leży na linii kolejowej nr 321. Powstał w 1913 roku.